# عزیزآباد (هشترود)
عزیزآباد یکی از روستاهای استان آذربایجان شرقی است که در دهستان آتش بیگ قرانقو بخش نظرکهریزی شهرستان هشترود واقع شده‌است.
این روستا در دامنهٔ کوه سهند واقع شده و با رود پرآبی که در تمام فصول در جریان است کشاورزی پر باری دارد. مهمترین محصول این روستا سیب قرمز است.این روستا ۲۲۰نفرجمعیت دارد وحدود ۷۶ خانوار است.